# II. Frigyes osztrák herceg
II. (Civakodó vagy Harcias) Frigyes (németül: Friedrich der Streitbare), (Bécsújhely, 1211. április 25. – Lajta, 1246. június 15.) osztrák herceg és Stájerország hercege 1230-tól.

## Élete
Frigyes VI. Lipót osztrák herceg és Theodora Angelina bizánci hercegnő második fiaként született. Első felesége, de valószínűleg csak jegyese szintén egy bizánci (nikaiai) hercegnő, Laszkarina Eudokia (Zsófia) (1210 körül–1247 után) volt, aki I. Theodórosz nikaiai császár legkisebb lányaként, illetve Laszkarisz Mária magyar királyné húgaként látta meg a napvilágot. Az eljegyzést 1229-ben felbontották, és Eudokia feleségül ment Cayeux-i Anseau-hoz (1195/1205–1247 után), a Konstantinápolyi Latin Császárság kamarásához és későbbi régenséhez. II. Frigyesnek második, tényleges felesége pedig Ágnes meráni hercegnő lett, aki Gertrúd magyar királyné bátyjának, I. Ottó meráni hercegnek a lányaként született. Gyermekük nem született, így Frigyes 1246-ban bekövetkezett halálával kihalt a Babenberg-ház férfiága.
Civakodó, vagy Harcias Frigyesként is ismerik mivel rengeteget háborúzott a szomszédaival, elsősorban Magyarországgal, Bajorországgal és Csehországgal. Éppen csak trónra lépett amikor a nagy befolyású Kuenringer család fellázadt ellene. A legveszélyesebb mégis a II. Frigyes német-római császárral folytatott vitája volt. A császár végül 1236-ban kiközösítette őt. Kiközösítettsége alatt Bécs szabad királyi várossá vált néhány évre. Csupán Bécsújhelyen sikerült megőriznie a hatalmát. 1239-ben látványos változás következett be a német birodalmi politikában. Frigyes a császár legfontosabb szövetségesévé vált. Elkezdődtek a tárgyalások a bécsi püspökség létrehozásáról és az Osztrák Hercegség királysági rangra való emeléséről. Ám a herceg unokahúga, Gertrúd, mégis megtagadta, hogy hozzámenjen a majdnem ötvenéves császárhoz.
Egy évvel a halála előtt végre sikerült elnyernie Krajna hercegi rangját, de halála után ez Karintia hercegére szállt.
A tatárjárás után, 1242-ben, az osztrák herceg támadást indított a magyar király ellen, és Osl nembeli I. Herbord comes hadat vezetett ellene. A harcok után, a magyar seregeknek sikerült visszafoglalniuk a kőszegi várat. Frigyes herceg ismét IV. Béla magyar király ellen vonult, és végül 1246-ban halt meg a Lajta folyónál zajlott csatában.
Az utolsó Babenberg hercegként Frigyes halála egy korszak végét jelentette Ausztria történelmében. Nagyratörő terveivel, amelyek gyakran ellentétben álltak szeszélyes természetével, némileg hasonlított kései utódjához, IV. Rudolfhoz. Mivel a Privilegius Minus megengedte a női ágon való öröklést, nővére Margit és unokahúga Gertrúd örökölte volna a trónt. Gertrúd először Vladiszláv moraviai őrgrófhoz ment hozzá, aki viszont hamar meghalt. Ezután VI. Hermann badeni őrgróf felesége lett, aki viszont nem tudta érvényre juttatni hatalmát Ausztriában. Később Roman Danyiloviccsal, a magyar király egyik rokonával kötött házasságot. Margit pedig a nála több mint húsz évvel fiatalabb II. Ottokár cseh királyhoz ment hozzá. Következésképpen Ausztria a konfliktusok helyszíne lett a Přemysl-dinasztia és az Árpád-ház között. Végül Ottokár győzedelmeskedett, de a hatalmát nem sokkal később megdöntötte Habsburg Rudolf.

## Emlékezete
Carrarai márványból faragott életnagyságú szobrát felállították a Hadvezérek csarnokában, a bécsi Hadtörténeti Múzeumban.